# Austrocedrus
Austrocedrus er en slægt i Cypres-familien (Cupressaceae). Den rummer kun én art, Austrocedrus chilensis, der er vildtvoksende i Valdivias tempererede regnskove og de nærliggende, tørre skovstepper i det midterste og sydlige Chile og i det vestlige Argentina, dvs. fra 33° sydlig bredde til 44° sydlig bredde. Den kaldes ciprés de la cordillera eller cordilleran cypress på sit hjemsted, men bærer ellers det videnskabelige navn, Austrocedrus. I Danmark kaldes den Andesceder. Slægtsnavnet betyder "sydlig ceder".
Slægten hører til i en gruppe af slægter fra den Sydlige halvkugle, der er en del af den antarktiske flora. Den er nært knyttet til slægten Libocedrus, der hører hjemme i New Zealand og Ny Kaledonien.
Det er langsomt voksende, stedsegrønne træer med smalt kegleformede kroner, der bliver 10-25 m høje. bladene er skælformede, og de sidder parvist på skuddet. Hvert blad har spalteåbninger med tydeligt hvide striber langs kanten. Koglerne har fire skæl, to små sterile og to store fertile. Koglen bærer derfor to vingede frø
Andesceder findes i de stedsegrønne skove i Andesbjergene, ofte på de tørre steder i regnskovene, eller i lysåbne, rene bevoksninger (den er stedvist dominerende på bjergenes østvendte skråninger i det sydvestlige Argentina). Nogle steder findes den i plantesamfund med Abetræ (Araucaria araucana) og flere arter af Sydbøg (Nothofagus).
Arten er indført til Nordvesteuropa og til delstaterne ved Nordamerikas vestkyst, hvor den kan ses i botaniske haver.
| Eneste art |

- Andesceder (Austrocedrus chilensis)